# Nuevo Ejido de Merino
Nuevo Ejido de Merino är en ort i Mexiko.   Den ligger i kommunen Cortazar och delstaten Guanajuato, i den centrala delen av landet, 220 km nordväst om huvudstaden Mexico City. Nuevo Ejido de Merino ligger 1 740 meter över havet och antalet invånare är 159.
Terrängen runt Nuevo Ejido de Merino är platt åt nordväst, men åt sydost är den kuperad. Runt Nuevo Ejido de Merino är det ganska tätbefolkat, med 222 invånare per kvadratkilometer. Närmaste större samhälle är Celaya, 14,5 km öster om Nuevo Ejido de Merino. Trakten runt Nuevo Ejido de Merino består till största delen av jordbruksmark.